# Francisco de Almeida
Francisco de Almeida (n. 1450?, Baía de Saldanha, lângă Lisabona – d. 1 martie 1510 lângă Capul Bunei Speranțe, actualmente Africa de Sud) a fost un nobil, explorator și militar portughez. S-a remarcat ca sfătuitor al regelui Ioan al II-lea al Portugaliei, iar mai târziu în războaiele împotriva maurilor și cucerirea Granadei în 1492. În 1503 a fost numit ca prim-guvernator și Vice-Rege al coloniei portugheze India (în portugheză Estado da Índia. Almeida este creditat cu stabilirea hegemoniei portugheze în Oceanul Indian, ca urmare a victoriei din bătălia navală de la Diu, din 1509. Și-a pierdut viața în 1510 în timpul călătoriei de întoarcere în Portugalia.

## Faptele de arme
Francisco de Almeida s-a născut la Baía de Saldanha lângă Lisabona, se presupune că în anul 1450, ca fiu al primului Conte de Abrantes (în portugheză Conde de Abrantes), Dom Lopo de Almeida și al soției sale, D. Beatriz da Silva. 
Lucru obișnuit pentru bărbații din categoria sa socială, s-a alăturat armatei la o vârstâ fragedă. În 1476 a luat parte la Bătălia de la Toro. Apoi a luptat în conflictele din diferitele părți ale Marocului, iar în 1492 a participat la cucerirea Granadei de către creștini, de partea castilienilor.

## Misiunea spre est

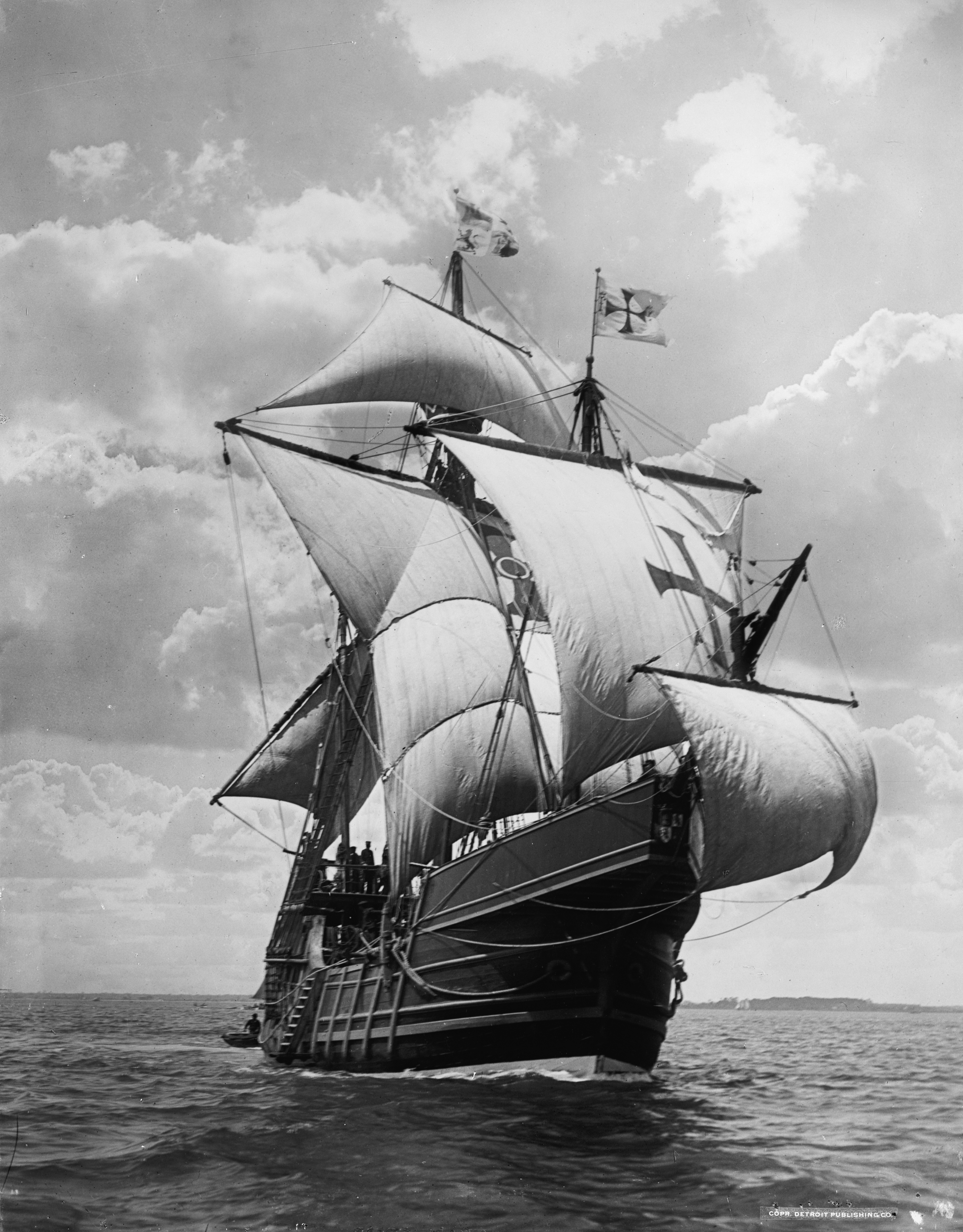
Caraca, velier cu trei sau patru catarge, folosit prima oară de către genovezi în secolul al XV-lea

În 1505 regele Manuel I al Portugaliei l-a numit pe Almeida, vicerege al coloniei portugheze India (Estado da Índia). Cu o armada de 22 nave, incluzând 14 veliere de tip caracă și 6 caravele, Almeida a plecat din Lisabona în data de 25 martie 1505. Armada era formată din 1500 de soldați. Nava amiral era São Rafael, condusă de Fernão Soares. Principalele scopuri ale acestei misiuni erau trecerea comerțului cu mirodenii sub control portughez, construirea de forturi de-a lungul țărmului de est al Africii și pe țărmurile Indiei,  consolidarea comerțului portughez cu mirodenii prin alianțe cu căpeteniile locale, pe lângă construirea de avanposturi comerciale.

## Cuceririle din Africa
Almeida a înconjurat Capul Bunei Speranțe și a intrat în apele costale africane în dreptul portului Sofala și insulei Mozambic, după care s-a îndreptat spre nord, spre așezarea de coastă Kilwa. În iulie 1505 a trimis 8 vase să atace și să cucerească orașul-port cu o populație de circa 4000 locuitori. Datorită condițiilor bune pentru amenajări portuare pe care le oferea, putând să ancoreze acolo vase de până la 500 de tone, portughezii au hotărât să construiască un fort. Pentru acest scop au fost lăsați acolo căpitanul Pêro Ferreira și un echipaj format din 80 de soldați.
În august 1505 portughezii au sosit la Mombasa,un oraș de coastă situat mai spre nord. Așezarea, cu o populație de circa 10000 locuitori, a fost cucerită după o luptă violentă cu armata șeicului local. Orașul a fost jefuit și incendiat. Portughezii au fost ajutați în cursul acestui atac de un inamic al celor din Mombasa, sultanul din Melinde. În aceeași lună, o caravelă din flota lui Almeida, condusă de João Homere, a cucerit insula Zanzibar în numele Portugaliei.

## Vicerege în India

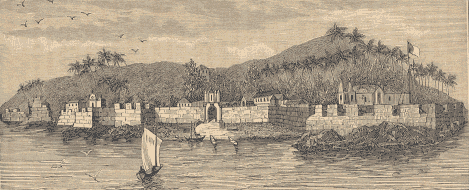
Fort Anjediva, Insula Anjadip

În 25 martie 1505, Francisco de Almeida a fost numit Vicerege al Indiei, cu condiția înălțării a patru forturi pe țărmul de sud-vest al Indiei: pe insula Anjediva, la Cannanore, Cochin și Quilon.Francisco de Almeida a părăsit Portugalia cu o flotă formată din 22 de corăbii și 1500 oameni.
În 13 septembrie, Francisco de Almeida a ajuns în insula Anjadip, unde a trecut imediat la construirea  Fortului Anjediva. În 23 octombrie, a început, cu permisiunea conducătorului prieten, Kōlattiri, construirea fortului St. Angelo din Cannanore, lăsat în grija căpitanului Lourenço de Brito, cu 150 de oameni și două corăbii.
Francisco de Almeida a ajuns apoi în Cochin, în data de 31 octombrie 1505, cu doar 8 vase rămase.[2] Acolo a aflat că negustorii portughezi din Quilon fuseseră uciși. A hotărât să îl trimită pe fiul său Lourenço cu 6 corăbii, care au distrus 27 de vase din  Calicut, în portul Quilon. Almeida șia stabilit reședința în Cochin și a întărit sistemul de fortificații al fortului Manuel din Cochin.

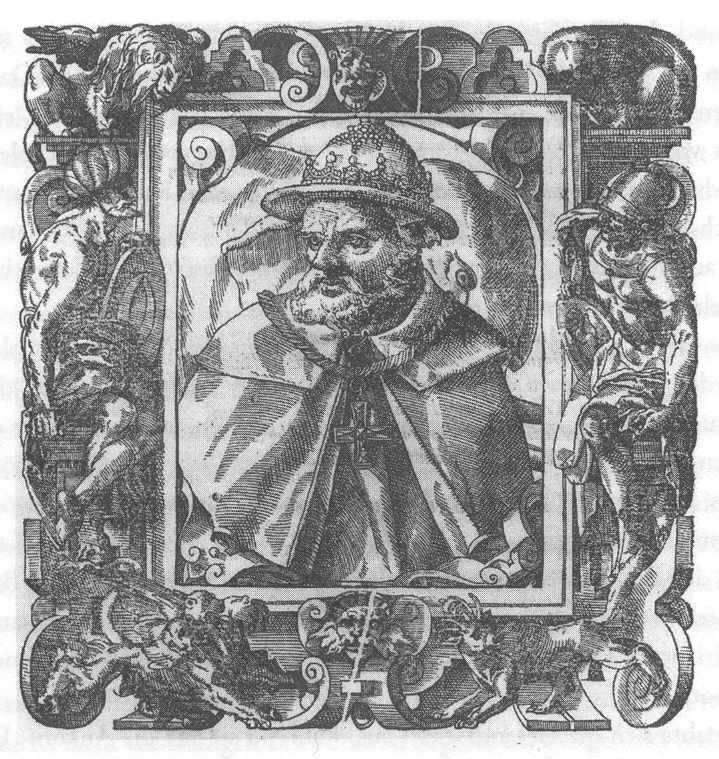
Tristão da Cunha, explorator şi comandant naval portughez, ulterior ambasador al regelui Manuel I al Portugaliei pe lângă papa Leon al X-lea

Sultanul (zamorinul) din Calicut pregătea o flotă numeroasă, formată din 200 de vase, pentru a-i înfrunta pe portughezi, dar în martie 1506, Lourenço de Almeida, a interceptat flota sultanului la intrarea în golful Cannanore, provocându-i pierderi importante. Lourenço de Almeida a explorat apele din zona de coastă, spre sud, până la Colombo, actualul stat Sri Lanka. Între timp, sultanul a reușit să îl convingă pe conducătorul din Cannanore de adevăratele intenții ale portughezilor în Kerala. Acesta fusese deja descumpănit și înfuriat de comportamentul portughezilor, care le garantaseră accesul nestigherit comercianților musulmani din Cannanore. Kōlattiri a organizat și o rezistență armată împotriva portughezilor, asediind fortul din Cannanore.
În 1507 misiunea lui Almeida a fost întărită prin sosirea escadronului lui Tristão da Cunha. Detașamentul lui Afonso de Albuquerque se despărțise de escadronul lui Cunha în apropierea țărmului de est al Africii, cucerind noi teritorii spre vest.
În martie 1508, la cererea negustorilor arabi din Calicut, o flotă egipteană, aflată sub comanda lui Amir Husain Al-Kurdi (Mir Hussain) a atacat și învins escadronul portughez comandat de Lourenço de Almeida în Bătălia de la Chaul. Lourenço de Almeida a fost ucis în timpul bătăliei, care a dus la retragerea temporară a portughezilor din apele Oceanului Indian.

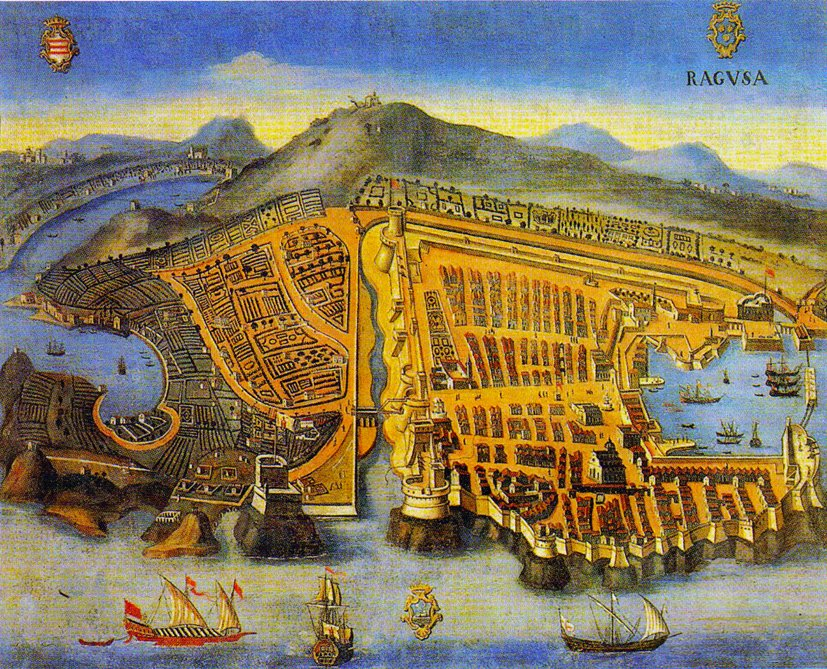
Ragusa (Dubrovnik), imagine de epocă

Afonso de Albuquerque a sosit la Cannanore la sfârșitul anului 1508, după care imediat a făcut cunoscută misiunea pe care o primise din partea regelui, care îl împuternicea ca guvernator, pentru a superviza acțiunile lui Almeida ca vicerege. Almeida, hotărât să răzbune moartea fiului său și să-i elibereze pe portughezii ajunși prizonieri în urma bătăliei de la Chaul, a refuzat să recunoască acreditările lui Albuquerque, iar mai târziu l-a arestat.
În 1509, Almeida a devenit primul portughez care a ancorat în Bombay. A urmat bătălia navală de la Diu, în Marea Arabiei, în data de 3 februarie 1509, între flota portugheză, formată din 23 de vase și o coaliție formată din flota sultanatului mameluc din Egipt, a Zamorinului din Calicut și a Sultanului din Gujarat, cu sprijin logistic naval din partea otomanilor, dar și a Republicii Venețiene și Republicii Ragusa (Dubrovnik), care își vedeau amenințate de către portughezi interesele comerciale în Orient.
Victoria lui Almeida a fost decisivă: otomanii și egiptenii au părăsit Oceanul Indian, lăsându-le portughezilor monopolul asupra comerțului în apele acestuia pentru o perioadă de peste 100 de ani, monopol căruia i-au pus capăt olandezii și englezii în secolul XVII. Albuquerque a fost eliberat după o detenție de 3 luni, odată cu sosirea marelui mareșal al Portugaliei, împreună cu o flotă numeroasă, în noiembrie 1509.

## Călătoria de întoarcere și moartea

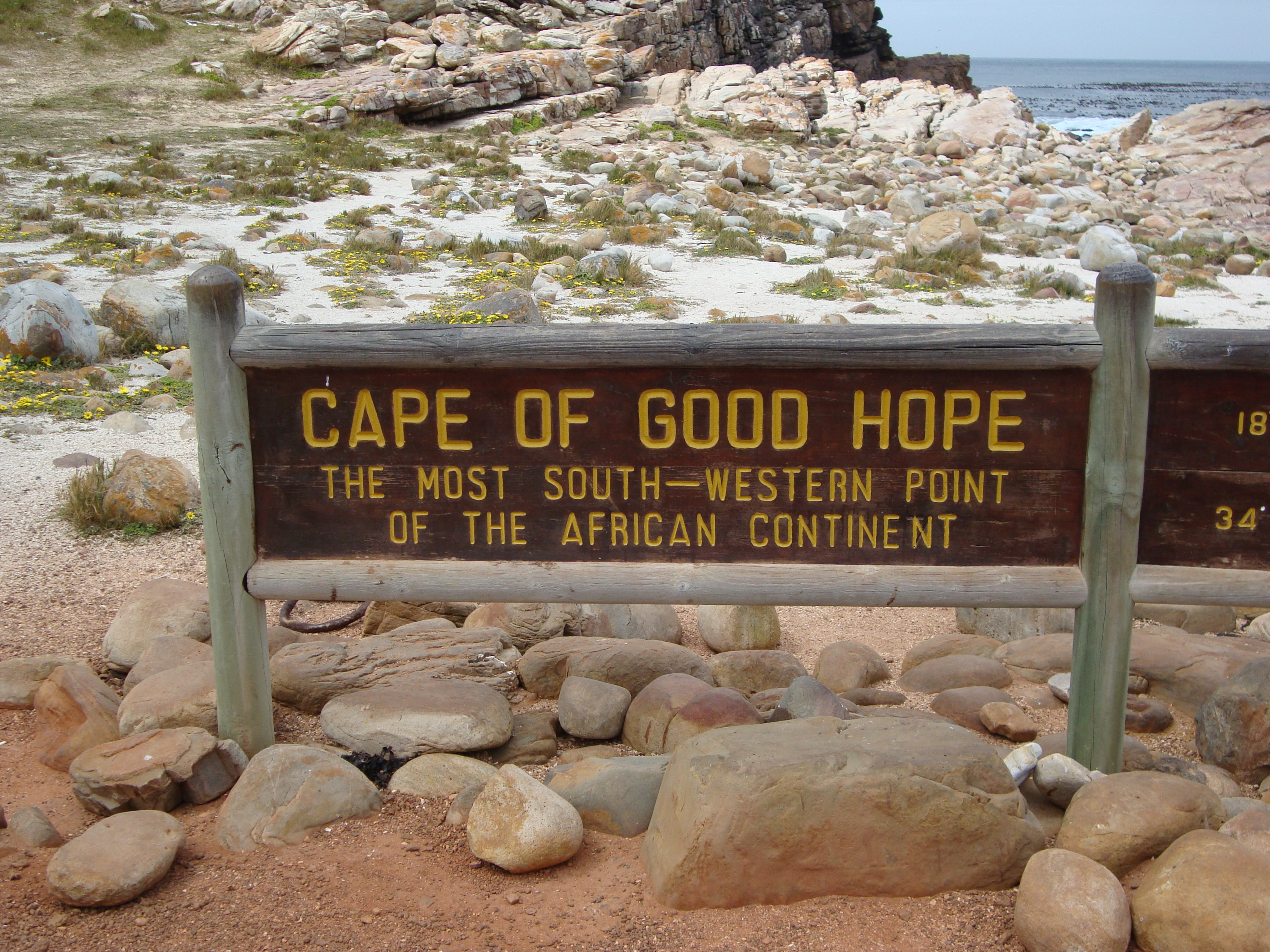
Capul Bunei Speranțe

Almeida a plecat spre Portugalia în decembrie 1509 și a ajuns în Table Bay, lângă Capul Bunei Speranțe, unde Garcia, Belém și Santa Cruz au aruncat ancora la sfârșitul lunii februarie 1510, pentru realimentare cu apă. Aici i-au întâlnit pe indigenii locali Khoikhoi. Amiralul a comis cea mai mare greșeală a sa, pentru care a plătit cu propria viață și cele ale oamenilor săi. După un schimb comercial pașnic cu indigenii Khoikhoi, o parte a echipajului a vizitat satul din vecinătate, unde au încercat să fure o parte din vitele localnicilor. Almeida le-a permis căpitanilor Pedro și Jorge Barreto să se întoarcă în sat în dimineața zilei de 1 martie 1510. Vitele sătenilor au fost furate cu pierderea unui singur om, în timp ce Almeida îi aștepta la o anumită depărtare de plajă. Cum căpitanul navei amiral, Diogo d'Unhos, dusese bărcile cu care veniseră, la locul de aprovizionare cu apă, portughezii rămăseseră fără nici o posibilitate de retragere. Indigenii Khoikhoi au intuit oportunitatea unui atac, în timpul căruia, Almeida și 64 dintre oamenii săi au pierit. Trupul lui Almeida a fost recuperat în aceeași după amiază și îngropat pe țărm în apropierea actualului oraș Cape Town.